# نقطة الفقاقيع

مخطط ثنائي للبفور السائل: منحنى الفقاعة ومنحنى الندى

نقطة الفقاقيع (بالإنجليزية: bubble point) في الكيمياء: عند تسخين سائل مكون من مكونين أو أكثر، تكون نقطة الفقاقيع هي درجة الحرارة التي يبدأ فيها تكون فقاقيع بخارية. ونظراً لأن البخار المتكون سيكون مختلفاً في تكوينه عن تكوين السائل، تظهر نقطة الفقاقيع وكذلك نقطة التكثف مختلفة باختلاف تكوين السائل المخلوط. وتلعب تلك المعلومات دوراً هاماً عند تصميم أنظمة التقطير.
بالنسبة إلى السوائل النقية تتطابق نقطة الفقاقيع ونقطة التكثف مع نقطة الغليان.

## حساب نقطة الفقاقيع
عند نقطة الفقاقيع تنطبق المعادلة:
{\displaystyle \sum _{i=1}^{N_{c}}y_{i}=\sum _{i=1}^{N_{c}}K_{i}x_{i}=1.0}
حيث
{\displaystyle K_{i}\equiv {\frac {y_{ie}}{x_{ie}}}}.
K هي معامل التوزيع، ويعرف معامل التوزيع كنسبة الأجزاء المولية في البخار {\displaystyle {\big (}y_{ie}{\big )}} إلى الأجزاء المولية في السائل {\displaystyle {\big (}x_{ie}{\big )}} في حالة التوازن.
وعند انطباق قانون راؤول وقانون دالتون على مخلوط، يعرّف المعامل K كالنسبة بين ضغط البخار إلى الضغط الكلي للنظام.
{\displaystyle K_{i}={\frac {P'_{i}}{P}}}

## اقرأ أيضاً
- تقطير جزئي
- تقطير النفط
- تقطير إتلافي
- تقطير جاف
- معادلة فينسك
- طبق نظري